# Kedar (colonie israélienne)
Pour les articles homonymes, voir Kedar.
Kedar (קֵדָר en hébreu) est une colonie israélienne illégale au regard du droit international, implantée en Cisjordanie, territoire palestinien occupé. Elle est située dans le désert de Judée au sud de Ma'aleh Adumim, à 6 km de la ligne verte, à l'ouest de la barrière de séparation israélienne. À caractère fortement religieux, Kedar a été créée en 1984 et est étroitement liée au mouvement du Betar. Sa population, fin 2011, s'élevait à 1138 habitants.
Elle est administrée par le conseil régional du Goush Etzion (bloc d'Etzion en français). Elle est organisée en communauté de peuplement rurale. 

## Situation juridique
La communauté internationale dans son ensemble considère les colonies israéliennes de Cisjordanie illégales au regard du droit international mais le gouvernement israélien conteste ce point de vue.